# 李國觀
李國觀（1532年—1584年），字次賓，湖廣襄陽府襄陽縣人，民籍，明朝政治人物。

## 生平
嘉靖三十四年（1555年）乙卯科湖廣鄉試第七十名舉人，隆慶二年（1568年）中式戊辰科會試第一百六十一名，三甲第二百二名進士。授魏縣知縣，萬曆四年（1576年）調平谷縣知縣，八年（1580年）六月升南京兵科給事中，十一年（1583年）出為寧國府知府，十二年（1584年）卒於官。

## 家族
曾祖李宣；祖父李泰，教諭；父李應奎，寧羌州知州。母崔氏。慈侍下。兄李國卿、李國瑞，弟李國器。